# Lycia carlotta
Lycia carlotta là một loài bướm đêm trong họ Geometridae.